# Automolis nigritarsis
Automolis nigritarsis är en fjärilsart som beskrevs av Emilio Berio 1941. Automolis nigritarsis ingår i släktet Automolis och familjen björnspinnare. Inga underarter finns listade i Catalogue of Life.